# Camelia (film din 2010)
Camelia este un film românesc din 2010 regizat de Marian Crișan. Rolurile principale au fost interpretate de actorii Relu Poalelungi, Carmen Lopăzan, Alex Gheorghiu.

## Distribuție
Distribuția filmului este alcătuită din:
- Carmen Lopăzan
- Relu Poalelungi
- Adina Lucaciu
- Alex Gheorghiu
- Dana Olovinaru